# Петл (Мисисипи)
Петл (енгл. Petal) град је у америчкој савезној држави Мисисипи.

## Демографија
По попису из 2010. године број становника је 10.454, што је 2.875 (37,9%) становника више него 2000. године.
| Група             | 2000.         | 2010.         |
| Белци             | 7.050 (93,0%) | 8.811 (84,3%) |
| Афроамериканци    | 336 (4,4%)    | 1.039 (9,9%)  |
| Азијати           | 6 (0,1%)      | 78 (0,7%)     |
| Хиспаноамериканци | 109 (1,4%)    | 361 (3,5%)    |
| Укупно            | 7.579         | 10.454        |